# Carla Mazzuca Poggiolini
Carla Mazzuca Poggiolini (Roma, 19 luglio 1943) è una giornalista e politica italiana.

## Biografia
Giornalista professionista del RCS MediaGroup, per oltre dieci anni è stata Capo della redazione romana di "Corriere Medico", quotidiano di politica sanitaria del Corriere della Sera, giornale nel quale ritorna negli ultimi anni. Fondatrice e direttrice della rivista "inOltre", mensile di politica e cultura promosso e scritto principalmente da donne (tra il 1990 ed il 2001).
Past President del Club di Roma del Soroptimist International, dal 2010 è componente del Comitato per le pari opportunità presso il Ministero del lavoro e delle politiche sociali. Dal febbraio 2012 al gennaio 2016 presidente del Club UNESCO di Roma. Nel 2017 prima donna ad essere eletta presidente dell'Associazione Amici di Ostuni, fondata nel 1987 tra gli altri da Leonardo Mondadori e Siro Lombardini, che ne fu primo presidente.

### Attività politica
Carla Mazzuca è stata componente della Direzione nazionale del Partito Repubblicano Italiano con Giovanni Spadolini occupandosi principalmente di diritti civili, infanzia e sanità e dirigente del Movimento femminile repubblicano. Protagonista di tutte le principali battaglie femministe degli anni '70 per la conquista di leggi a favore delle donne.
Ha partecipato alle campagne referendarie promosse da Mario Segni, nella prospettiva di un profondo rinnovamento della politica e quando il PRI confluì nel Patto Segni aderì e sostenne l'iniziativa.
Cattolica, attiva nella linea laico-riformista vicina al centrosinistra, ha vissuto diversi passaggi di partito:
- inizia nel Partito Repubblicano Italiano
- nel 1994 come repubblicana entra nelle liste del Patto Segni e vi rimane in seguito non seguendo il PRI nel centrodestra
- nel 1996 come esponente del Patto Segni entra in Rinnovamento Italiano
- dal marzo 1999 con Rinnovamento Italiano aderisce a I Democratici di Romano Prodi
- con i Democratici nel 2001 entra nelle liste del La Margherita
- nel corso della legislatura 2001-2006 da La Margherita passa all'Udeur
- successivamente aderisce ai Repubblicani Europei.

### Attività nelle Istituzioni
Eletta per la prima volta alla Camera dei deputati nel 1994, a Roma, nel proporzionale per il Patto Segni nella XII legislatura.
Eletta al Senato della Repubblica per l'Ulivo nel 1996 nella XIII legislatura nel Collegio di Roma Nord (Val Melaina - Prima Porta) con 75.620 voti, fa guadagnare oltre 7.000 voti all'Ulivo così da superare il centrodestra in un suo collegio storico (dove sono stati eletti i ministri Cesare Previti e Francesco D'Onofrio), per la prima ed unica volta nella storia del maggioritario.
Eletta nel 2001 nel proporzionale alla Camera in Emilia-Romagna per la Margherita/l'Ulivo.
Nel corso della XII Legislatura, è tra le protagoniste dell'approvazione della nuova legge contro la violenza sessuale. È stata Presidente della Commissione parlamentare d'inchiesta sulla lacerante vicenda dell'ACNA di Cengio riuscendo ad approvare all'unanimità un documento finale, nonostante le diverse posizioni di partenza dei gruppi parlamentari e l'anticipata fine della legislatura.
Nel corso della XIII Legislatura è stata vice presidente dei senatori de "I Democratici". In tale veste ha partecipato a tutte le riunioni dei Capigruppo di maggioranza ed è intervenuta in Aula nelle dichiarazioni di voto sulla fiducia ai Governi e sulle leggi finanziarie, nonché su altri argomenti.
Presidente della Commissione speciale in materia d'infanzia ha varato, tra l'altro, le norme contro lo sfruttamento sessuale dell'infanzia e la nuova legge sulle adozioni nazionali, riuscendo a costruire un'ampia condivisione su i due importanti provvedimenti.
Nel corso della XIV Legislatura ha fatto parte dei vertici di minoranza, ha presentato come prima firmataria numerose proposte di legge, alcune delle quali in parte recepite in provvedimenti governativi, tra cui quella sulla tutela dei minori in TV. Insieme a Luciano Violante ed Ugo Intini ha fatto parte della prima delegazione parlamentare ufficiale a recarsi in visita in Slovenia e in Croazia. Vice Presidente del Gruppo misto.

### Sport
Appartenente alla famiglia Mazzuca, molto legata allo sport, in gioventù ha praticato tennis, vela, equitazione e tuffi. Nelle sue presenze alla Camera dei Deputati ha sempre fatto parte della Commissione cultura, scienza, istruzione e sport ed al Senato è stata presidente del Gruppo Interparlamentare per lo sport, che ha cercato di riportare le Olimpiadi a Roma. Infine, nel 1998, è stata la prima presidente della Lega Italiana Boxe, supportata da tutti i principali organizzatori del settore.

### Vita privata
Il marito Danilo Poggiolini è anch'egli politico e l'ha seguita nei vari passaggi di partito, sempre tuttavia all'interno dello schieramento di centrosinistra. Il figlio Gian Piero Ventura Mazzuca ha fondato nel 1995 a Firenze i "giovani per l'Ulivo" con Romano Prodi e Valter Veltroni. Il padre Mario Mazzuca è stato pioniere del rugby e stella d'oro al merito sportivo. Carla Mazzuca è inoltre discendente diretta di Carlo Armellini, Pietro Bracci, Romualdo de Sterlich ma anche nipote di Cesare Sambucetti.
Lontana cugina del giornalista e politico di centrodestra Giancarlo Mazzuca.